# 奧茲摩比

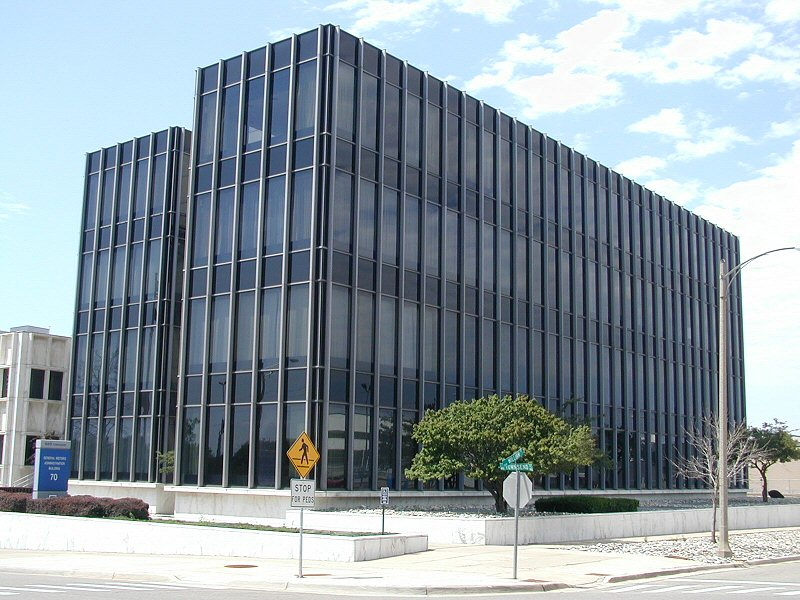
奥兹摩比总部大楼

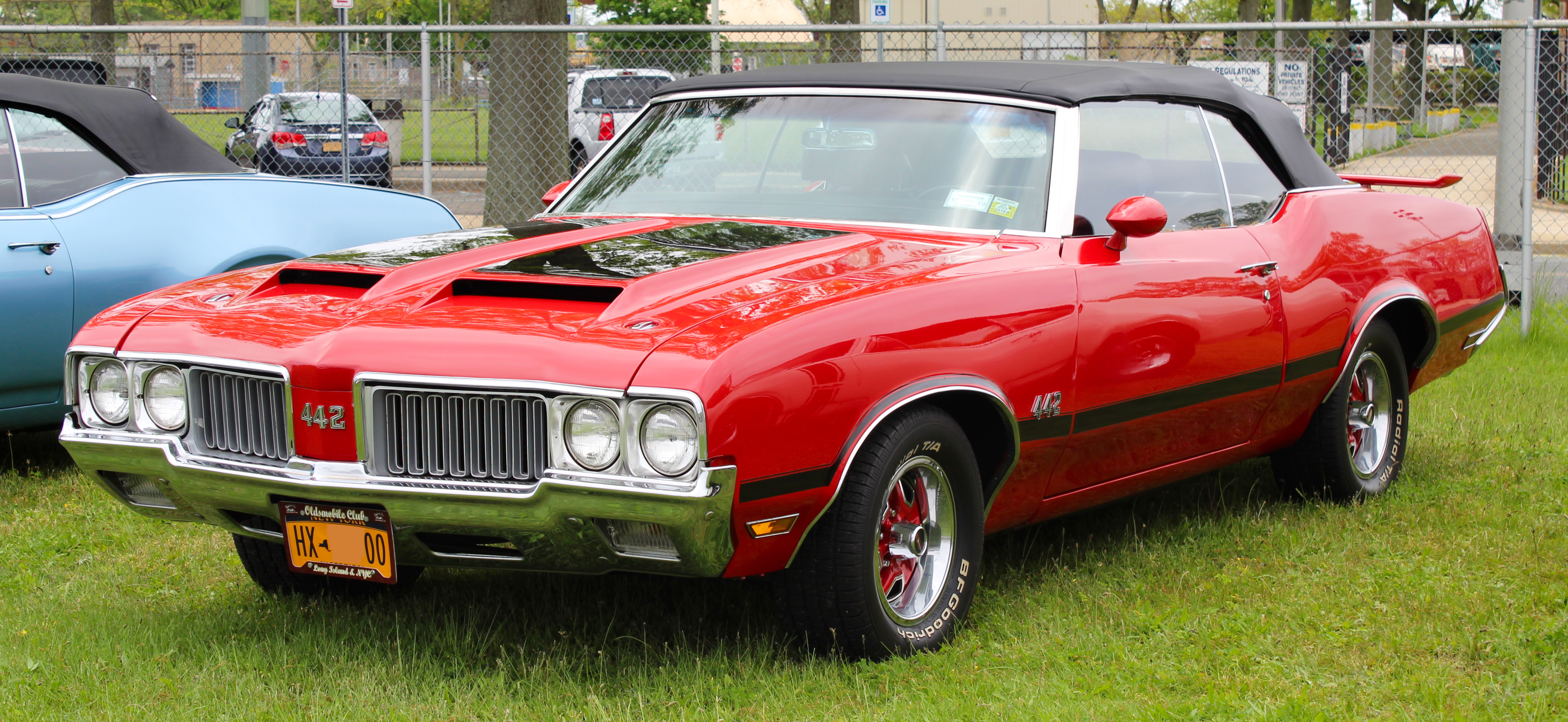
1970年奧兹摩比442

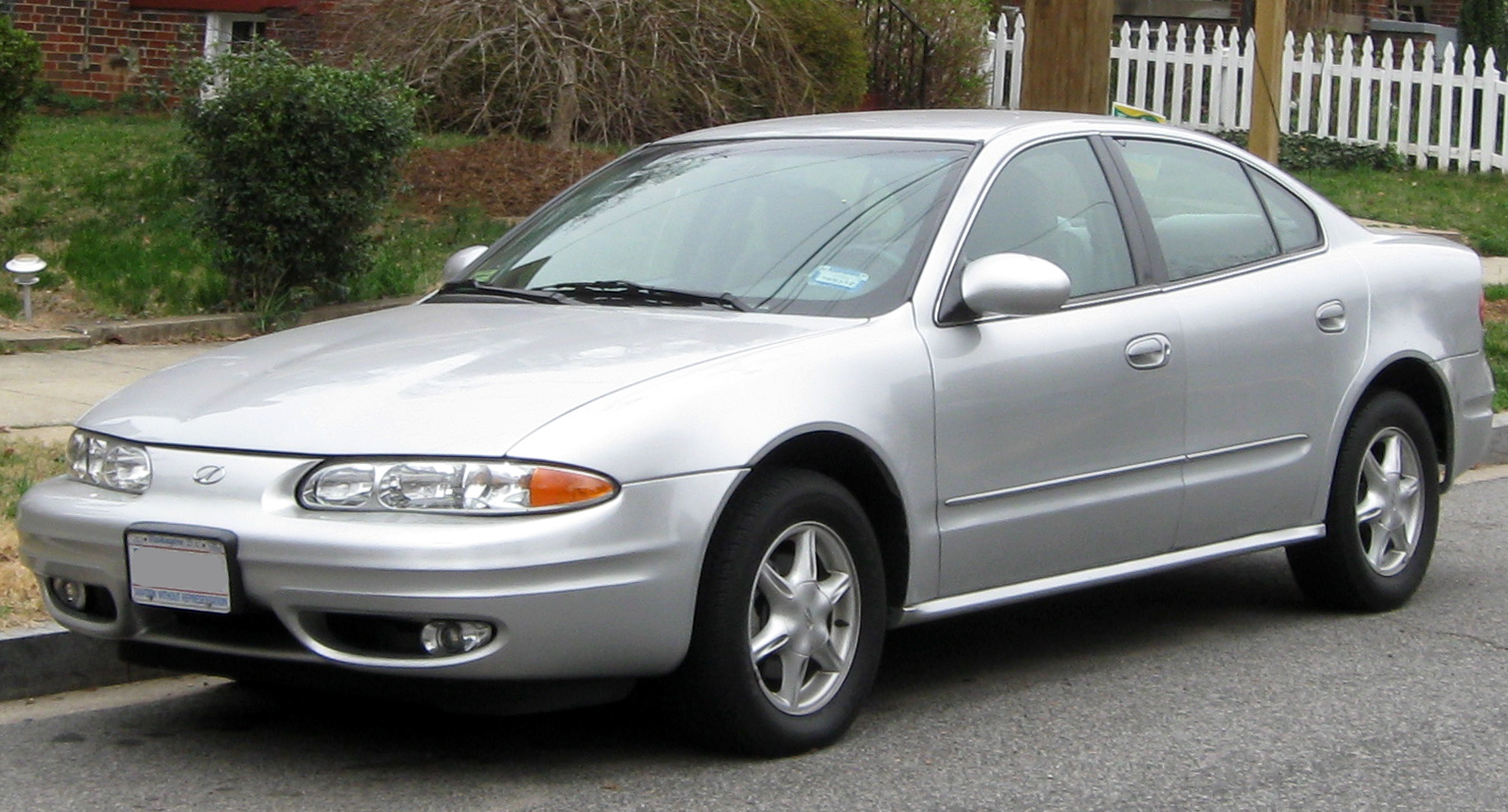
最後一款奧兹摩比車款Alero，於2004年4月29日停產

奧兹摩比（英語：Oldsmobile），是美國通用汽車的一個汽車品牌，在1897年創立，2004年被裁撤。在1983年到1986年間，奧兹摩比的銷售額曾達到高峰，每年製造超過100萬輛；1990年代後，由於面臨外國品牌日益激烈的競爭，奧兹摩比銷售額漸漸下降，直到2004年倒閉時，奧兹摩比是美國現存最古老的汽車品牌之一，也是世界上最古老的汽車品牌之一，僅次於梅賽德斯-賓士、標緻、雷諾、菲亞特、歐寶。
奧茲摩比主要生產中價位車款，產品系列有阿萊羅（Alero）、曙光（Aurora）、短劍（Cutlass）、激情（Intrigue）、88（Eightyeight）、攝政王（Regency）、剪影廂型車（Silhouette）等。

## 歷史

### 品牌衰落
奧斯摩比真正沒落，是在1970年代石油危機之後，而且在80年代因為日系車、歐系車大舉進入美國市場，也成了衝擊最嚴重的品牌之一。由於奧斯摩比跟別克的定位出現一定的重疊，而且因為同平台、同車型的策略，造成了許多雪佛蘭之上、凱迪拉克之下的品牌造成了傷害與混亂。
對此，奧斯摩比開發了一款模仿對手風格的「曙光」，雖然受到好評，但是市場反應依然欠佳。其他車款如Achieva在1997年被「阿萊羅」取代、「88」和「短劍」甚至被廢止等。除了曙光，其他車款都是以其他品牌的車型換標而來，在當時更沒有像雪佛蘭和土星一樣有著別於其他品牌的自有風格。以上各種原因造成了品牌的衰落。通用還鉅額開發出新車型，卻沒有阻止加速淘汰的命運，最後在2000年宣布放棄拯救，逐步關閉奧斯摩比品牌。最後，2004年正式裁撤。

## 車款

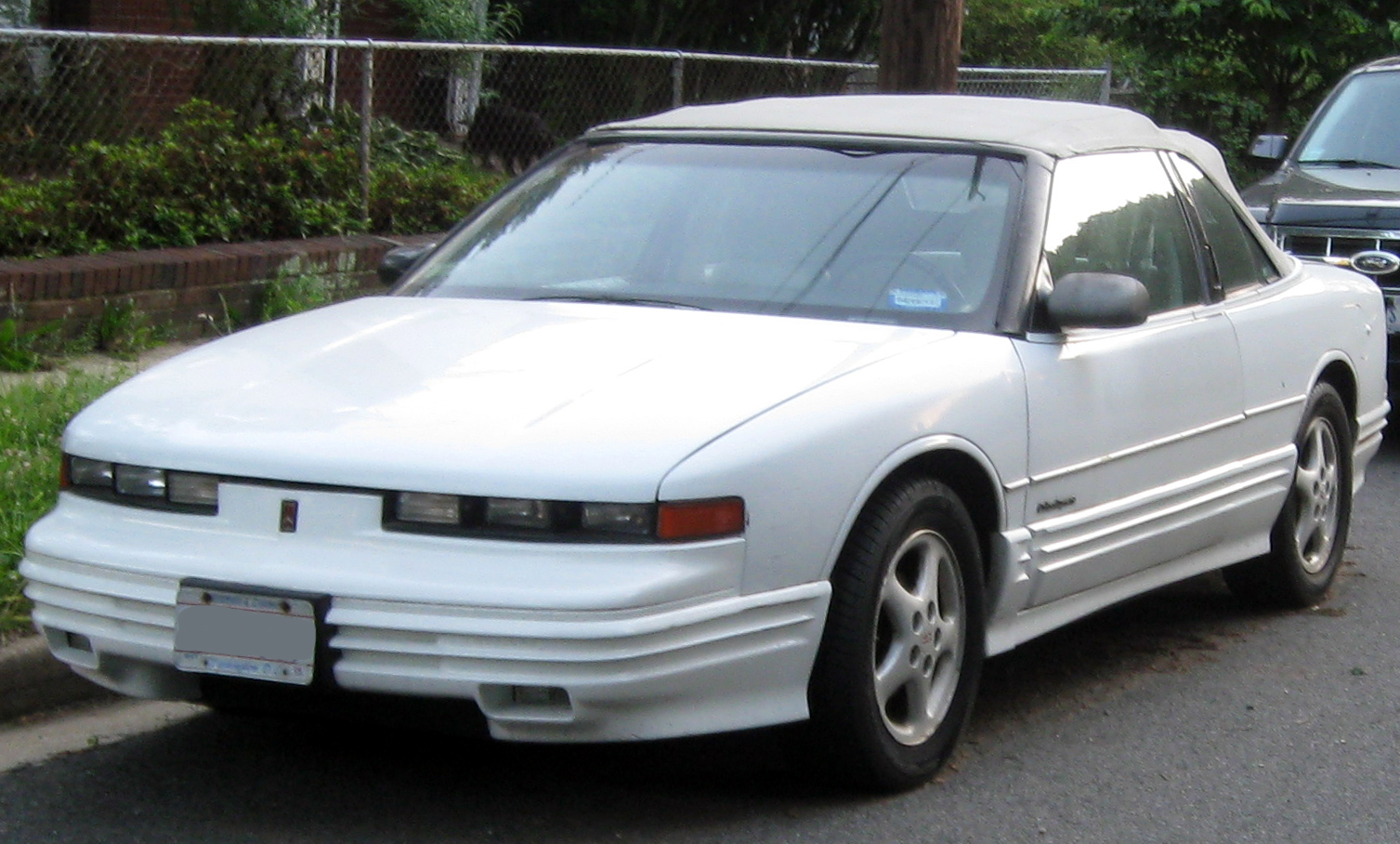
Cutlass Supreme

- Tornado：早期著名經典車款，美國第一款前驅車
- Silhouette：早期著名經典車款，為旗下知名休旅車，與Pontiac Montana及Chevrolet Lumina APV (後繼車為Venture)共用平台，初代著名的特徵為貌似太空梭的造型。連續對抗Plymouth Voyager等車
- 88：該品牌之中最經典的車款之一，於1949年推出，成為肌肉車始祖；但到了90年代已與別克共用車體底盤平台，在1999年跟奧斯摩比短劍（英语：Oldsmobile Cutlass）一起停產。

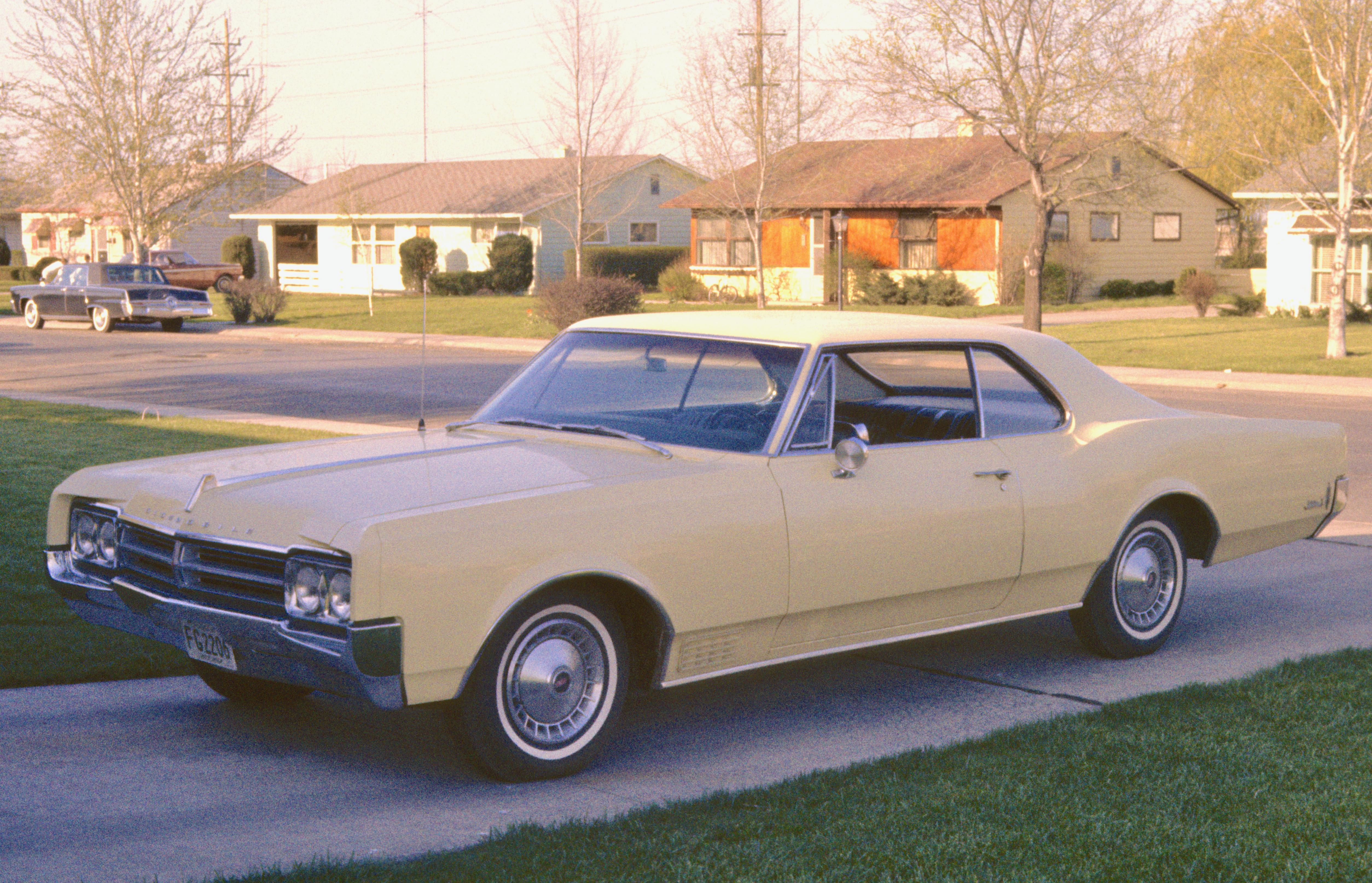
1965 Oldsmobile Jetstar I

- Cutlass：在60年代推出。與Buick GranSport、Chevrolet Chevelle、Pontiac LeMans等車共用平台，另有性能車型442。在80年代已經拆散成為家族車系，首先是1982年推出的Cutlass Ciera、1985年的Cutlass Calais、再來是Cutlass Supreme。這三款車都是跟GM各級距車款共用平台，Ciera的姊妹車:Chevrolet Celebrity、Pontiac 6000、Buick Century，它成為史上最暢銷的Oldsmobile車種，在1989年後期小改款，並在1996年停產。
- Cutlass Calais是跟Pontiac Grand Am、Buick Skylark共通，1992年停產被Achieva取代，1997年又被Alero取代。
- 1965 Oldsmobile Jetstar ICutlass Supreme則為Pontiac Grand Prix雙生車，在60年代已經出現過，其末代車款還是全世界第一部搭載抬頭顯示器的車款，1997年被Intrigue取代。